# Lemonade Mouth
Lemonade Mouth è un film per la televisione che è andato in onda in prima TV il 15 aprile 2011 su Disney Channel USA. Conseguentemente in Italia è andato in onda il 13 maggio 2011 su Disney Channel. Il film racconta la storia di cinque ragazzi delle scuole superiori che si incontrano in punizione e formano una band. Il film è tratto da un romanzo del 2007 dello stesso nome scritto da Mark Peter Hughes.

## Trama
Tutto ha inizio ai giorni nostri, quando i Lemonade Mouth (una band composta da Olivia White, Wen Gifford, Stella Yamada, Mohini "Mo" Banjaree e Charlie Delgado) si impossessano del palco del Madison Square Garden davanti a migliaia di fan scatenati. Olivia, l'introspettiva cantante del gruppo, narra le vicende che hanno portato la band fino a questo punto in una lettera che, si verrà a sapere dopo, sarà spedita al padre che si trova in prigione.
A unire il gruppo è stato un incontro fortuito durante una punizione che hanno ricevuto dal preside: Olivia e Mo per non essere andate a lezione, Wen per aver insultato un professore, Stella per aver dichiarato pubblicamente, durante un'assemblea nella palestra, di essere insoddisfatta della gestione da parte del preside e Charlie per aver tirato una pallonata sulla testa del mister. Si trovano ad improvvisare Turn Up the Music con Mo al basso, Stella alla chitarra, Wen al piano, Charlie alla batteria e Olivia cantante. Stella si rende conto che i cinque hanno le potenzialità per diventare una rock band, ma deve prima convincere i suoi compagni ad unirsi nel gruppo. Dopo che Stella li ha avvertiti che ha iscritto la compagnia al concerto di Halloween nel loro istituto, Olivia, Mo, Charlie e Wen accettano. In seguito ad una minaccia ad Olivia da parte di Ray Beech, frontman della band rivale, i Mudslide Crush, si scatena in mensa una rissa che coinvolge membri di entrambi i gruppi. Nel caos, Stella sputa della limonata su Ray: a seguito di questo avvenimento verrà dichiarato il nome dei cinque, Lemonade Mouth.
La sera di Halloween, nonostante l'iniziale titubanza di Olivia che arriva a stare male a causa della tensione, il gruppo si esibisce cantando Determinate, che diverrà poi la loro canzone principale, e Here We Go, preceduta da un'invettiva di Stella contro la decisione del preside di eliminare il distributore della Mel's Organic Lemonade (simbolo della band) per ragioni di sponsorizzazione; il preside prima interrompe il concerto spegnendo l'impianto acustico e le luci, poi il giorno dopo obbliga i Lemonade Mouth allo scioglimento.
Durante una riunione a casa di Olivia a causa della morte di Nancy, gatto della ragazza, si scopre di più sulla vita privata dei componenti del gruppo: Stella si sente ignorata dalla famiglia perché meno dotata rispetto ai componenti di essa; Wen detesta la nuova fidanzata del padre separato ed è turbato all'idea che questi la sposi; Charlie si trova costretto a emulare le scelte del fratello maggiore, figlio perfetto cui i genitori vorrebbero Charlie assomigliasse, costringendolo a un continuo e soffocante confronto con le loro assurde aspettative; Mo si sente sotto pressione da parte di suo padre, che vorrebbe che lei diventasse una ragazza indiana modello; Olivia è triste per la perdita della madre (di cui Nancy rappresentava l'ultimo ricordo) e ha un rapporto conflittuale con il padre, arrestato e in prigione.
Frattanto i Lemonade Mouth, sebbene interdetti dalle esibizioni scolastiche, sono assunti in una pizzeria per suonare ogni giovedì sera, ma sempre a causa di Ray che inizia a disturbare lo spettacolo (oltre che per i principi di un malanno che colpiscono Mo, cantante della serata) vengono in seguito licenziati. Dopo quella fallita esibizione la sfortuna inizia a perseguitare tutti i membri del gruppo eccettuata Stella: Wen si ferisce all'occhio montando una cornice contenente una foto del padre e la sua fidanzata Sidney, Charlie si rompe le dita chiudendo un cassetto, la salute di Mo peggiora e Olivia, a seguito di un litigio con Wen, perde la voce.
La situazione sembra precipitare quando, convocati tutti a scuola da Stella che sta protestando per la rimozione del distributore di limonata dei sotterranei, sono coinvolti in una rissa con gli addetti al lavoro e vengono rinchiusi momentaneamente in cella. Lì, tuttavia, si riappacificano tra loro dopo diversi screzi (oltre al sopraccitato diverbio tra Wen e Olivia, Charlie era arrabbiato con Mo, rea di averlo rifiutato a seguito di una sua dichiarazione d'amore) intonando di nuovo Turn Up the Music, accettando sebbene con qualche riserva di partecipare alla Rising Star, una gara tra band cui prenderanno parte anche i Mudslide Crush. Rilasciati, si riconciliano con i propri familiari e sembra prefigurarsi uno scenario a loro favorevole.
Tuttavia, dopo l'esibizione dei Mudslide Crush, giunto il turno dei Lemonade Mouth si manifestano le menomazioni fisiche dei vari membri: Wen è incapace di suonare correttamente la tastiera perché vede male i tasti, Olivia canta a stento e Charlie non riesce a tenere il tempo con la batteria. Sul punto di abbandonare il palco, però, gli spettatori iniziano ad intonare Determinate, incoraggiati anche dalla chitarra di Scott, ex-fidanzato di Mo e membro dei Mudslide Crush che decide di correre in aiuto ai rivali; Olivia, come narratrice, spiega che quella sera non vinsero la Rising Star, ma "qualcosa di più grande".
Durante i giorni seguenti l'esibizione, Mo e Scott tornano insieme, Charlie accetta il fatto e inizia a frequentare una ragazza che aveva mostrato interesse per lui e Wen regala a Olivia un nuovo, piccolo gatto, scoprendo che tra i due c'è oltre a della semplice amicizia. Durante il matrimonio tra il padre di Wen e Sidney, sua futura matrigna, Stella incontra Mel, proprietario della ditta produttrice di limonata, e lo convince a finanziare un palco dove i Lemonade Mouth possano esibirsi.
La scena finale fa vedere un'esibizione dei Lemonade Mouth al Madison Square Garden con Breakthrough, dove la voce narrante di Olivia dice: "Spero solo che il nostro nuovo chitarrista sia all'altezza", riferito a Scott.

## Cast
- Bridgit Mendler: Olivia White, la cantante della band. È una ragazza timida, riservata e senza amici. Vive con la nonna da quando sua madre è morta, mentre suo padre è in prigione per ragioni sconosciute. L'unica cosa che le rimane della madre è la sua vecchia gatta Nancy. Dopo la morte di Nancy, Wen regala a Olivia una gattina, confermando i sentimenti che prova nei suoi confronti.
- Hayley Kiyoko: Stella Yamada, la chitarrista della band. È ribelle e anticonformista e non ha paura di contestare le autorità. Inizialmente, la sua famiglia non riesce a comprendere il suo talento.
- Adam Hicks: Wendel "Wen" Gifford, il tastierista della band. È innamorato di  Olivia, la quale finirà per ricambiare i suoi sentimenti e ammetterà di essere entrata nei Lemonade Mouth per lui. Inizialmente non sopporta Sidney, la nuova fidanzata di suo padre.
- Naomi Scott: Mohini "Mo" Banjaree, la bassista della band. Sa suonate il violino ed è indiana; fa di tutto per riuscire a soddisfare le aspettative di suo padre e allo stesso tempo per essere accettata dai ragazzi più popolari della scuola. Ha una relazione tormentata con Scott.
- Blake Michael: Charles "Charlie" Delgado è il batterista della band. I suoi genitori vorrebbero che seguisse come esempio il fratello maggiore, studente al college. Aveva una cotta per Mo, la quale, al contrario, lo vede solo come un amico. Alla fine si mette con una sua fan di vecchia data.
- Nick Roux: Scott Pickett è un ragazzo molto popolare, ex chitarrista dei Mudslide Crush e migliore amico di Ray Beech; più tardi diventerà membro dei Lemonade Mouth. Dopo una serie di turbolenze capirà di essere innamorato di Mo e finalmente si fidanzerà con lei.
- Christopher McDonald è Stanley Branigan, autoritario preside del liceo Mesa. Ha confinato tutti i laboratori artistici della scuola nel seminterrato per finanziare, invece, le attività sportive. Teme i Lemonade Mouth e soprattutto Stella, che alla festa di Halloween, durante la prima esibizione live della band, scatenerà una "rivoluzione". Pet questo motivo Branigan impedirà ai Lemonade Mouth di continuare a esibirsi a scuola. Alla fine riuscirà a trovare un compromesso con loro, riappacificandosi anche con la signorina Reznick.
- Tisha Campbell-Martin: signorina Jenny Reznick. È l'insegnante di musica del Liceo che aiuta e viene aiutata dai Lemonade Mouth a ridare importanza ad altre attività rispetto allo sport all'interno del Liceo come la musica.
- Chris Brochu: Ray Beech. È il cantante dei Mudslide Crush e tormenta i Lemonade Mouth perché teme che finiscano per avere più successo della sua band.
- Elise Eberle: Patty Racquel, è una cheerleader ed è amica di Jules.
- Caitlin Ribbans: Jules Hessenheffer, è una popolare studentessa del liceo, capo cheerleader.

## Colonna sonora
La colonna sonora del film è di musica pop e contiene canzoni originali dei cantautori Aris Archontis, Maria Christensen, Ali Dee, Andy Dodd, Tom Leonard, Jeannie Lurie, Niclas Molinder, Chen Neeman, Joacim Persson, Lindy Robbins, Shridhar Solanki, Shane Stevens, Matteo Tishler, Bryan Todd, Reed Vertelney e Adam Watts. La colonna sonora del film è stata pubblicata dalla Walt Disney Records il 12 aprile 2011.
Il ritornello della canzone "And The Crowd Goes", eseguita dal gruppo (fittizio) Mudslide Crush, è usato come intro nella "Power Zone" di Italia 2.

### Tracce
1. Turn Up the Music (Adam Hicks,Bridgit Mendler,Naomi Scott,Hayley Kiyoko e Blake Michael) – 2:56
2. Sombody (Bridgit Mendler) – 3:28
3. And the Crowd Goes (Chris Brochu) – 2:47
4. Determinate (Adam Hicks,Bridgit Mendler,Naomi Scott e Hayley Kiyoko) – 3:18
5. Adam Hicks,Bridgit Mendler e Hayley Kiyoko – 2:52
6. She's So Gone (Naomi Scott) – 3:06
7. More Than a Band (Bridgit Mendler,Naomi Scott,Hayley Kiyoko,Blake Michael e Adam Hicks) – 2:40
8. Don't Ya Wish U Were Us? (Chris Brochu) – 3:19
9. Breakthrough (Adam Hicks,Bridgit Mendler,Naomi Scott e Hayley Kiyoko) – 3:27
10. Livin' On a High Wire (Adam Hicks,Bridgit Mendler,Naomi Scott,Hayley Kiyoko e Blake Michael) – 2:38

## Sequel
Era stato annunciato che il film Lemonade Mouth 2  fosse in produzione, insieme al film basato su A tutto ritmo.
(Il regista del film, in un'intervista al The View del 10 giugno 2011.)
Tuttavia il 6 aprile 2012, Chris Brochu ha annunciato sul suo account Twitter, che il seguito del film non era più in produzione.
Il 19 marzo 2021 il profilo Twitter ufficiale dei Lemonade Mouth pubblica un tweet nel quale annuncia: “Presto nuovi contenuti relativi a Lemonade Mouth.” Tuttavia non è stato ancora spiegato se si tratti solamente di canzoni o addirittura di un sequel del film che doveva avvenire nel 2012.